# Montaiguët-en-Forez
Montaiguët-en-Forez är en kommun i departementet Allier i regionen Auvergne-Rhône-Alpes i de centrala delarna av Frankrike. Kommunen ligger  i kantonen Le Donjon som ligger i arrondissementet Vichy. År 2022 hade Montaiguët-en-Forez 285 invånare.

## Befolkningsutveckling
Antalet invånare i kommunen Montaiguët-en-Forez
Referens: INSEE